# معرض أربيل الدولي للكتاب
معرض أربيل الدولي للكتاب هو معرض يقام في شهر نيسان من كل عام لمدة عشرة أيام في أرض المعارض بمدينة أربيل، بدأ في عام 2006، وتنظمه مؤسسة المدى للإعلام والثقافة والفنون ويعتبر أحد أكبر المعارض الثقافية التي تقام في المدينة من كل عام.

## دورته الرابعة عشر (2019)
بدأ في 3 أبريل 2019، وشاركت فيه 300 دار نشر من 21 دولة عربية وأجنبية، بمعدل 700 ألف عنوان بلغات عدة، منها العربية، الفارسية، الإنجليزية، الفرنسية، والإيطالية، وشهد المعرض نحو 100 ألف زائر.

## الكتب الممنوعة
| الدورة | عدد الكتب الممنوعة | هامش  |
| ------ | ------------------ | ----- |
| 2017   | 33 كتاب            | [ 1 ] |
| 2016   | 165 كتاب           | [ 1 ] |

## روابط اضافية
- الموقع الرسمي لمعرض أربيل الدولي للكتاب.
- بوستر الرسمي لمعرض أربيل الدولي للكتاب الثاني عشر.